# Rivière des Chutes (rivière Batiscan)
 (juillet 2023).
Si vous disposez d'ouvrages ou d'articles de référence ou si vous connaissez des sites web de qualité traitant du thème abordé ici, merci de compléter l'article en donnant les références utiles à sa vérifiabilité et en les liant à la section « Notes et références ».
Pour l’article homonyme, voir Rivière des chutes (homonymie).
La rivière des Chutes draine surtout le territoire de la municipalité de Saint-Narcisse, et aussi de Saint-Stanislas dans la fin de son parcours. Ces municipalités sont situées dans la municipalité régionale de comté Les Chenaux, dans la région administrative de la Mauricie, dans la province de Québec, Canada.
La rivière des Chutes coule sur 20,4 km (dont 1,7 km dans Saint-Stanislas) et draine un bassin versant d'une superficie de 76,1 km2 (incluant le bassin versant du ruisseau Sanschagrin, à Saint-Stanislas).

## Parcours

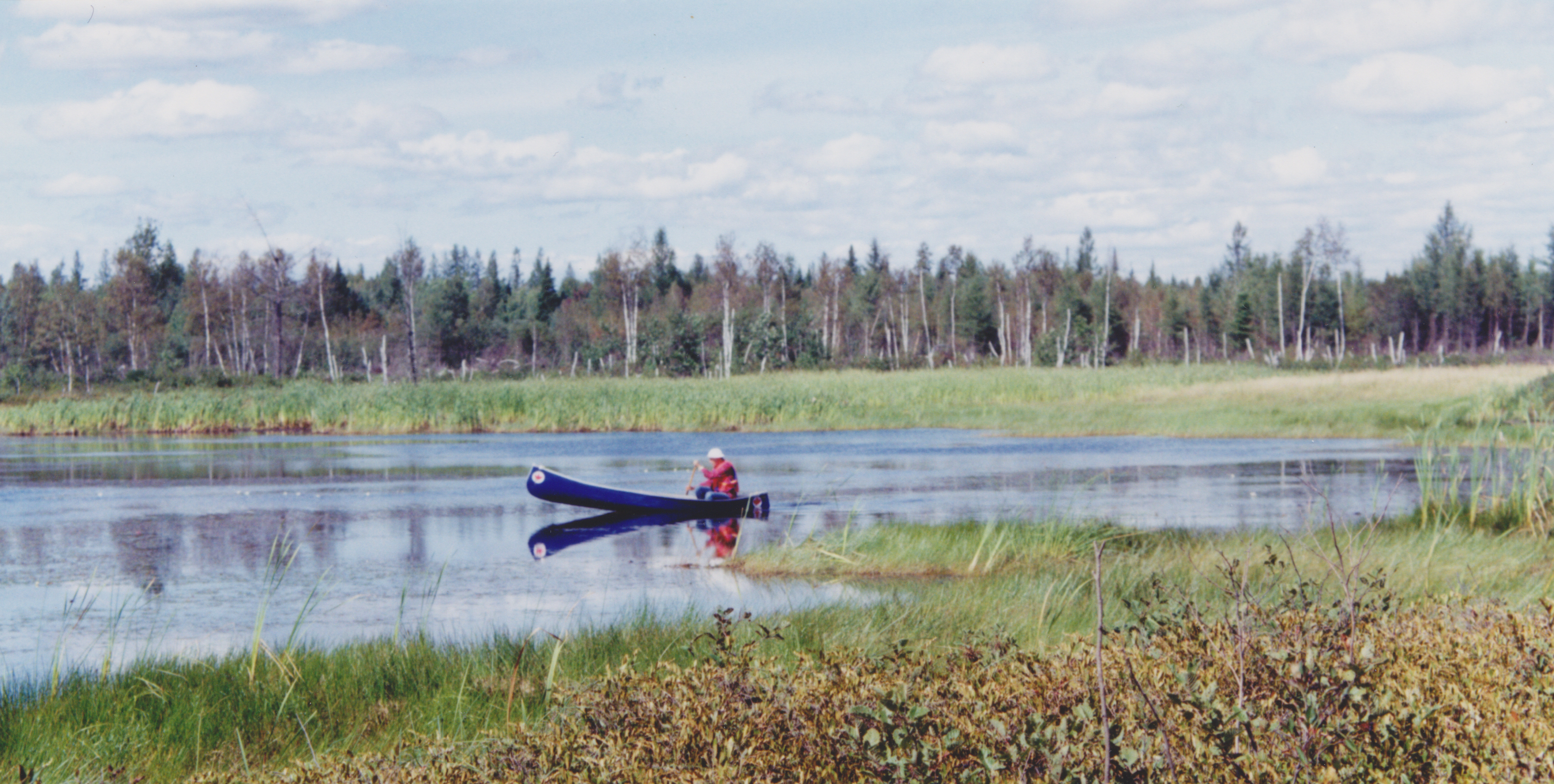
Lac Noir, dans la Tourbière du Lac-à-la-Tortue, source de la Rivière des Chutes

### Source
Cette rivière prend sa source au lac Noir (désigné populairement lac à Morin)[réf. nécessaire], situé à 1,7 km à l'est du Lac-à-la-Tortue, à la limite de Hérouxville et de Saint-Narcisse . À cause de la position géographique de ce lac, le rang de la Grande Ligne fait une courbe pour le contourner par le nord. Autrefois, la décharge du Lac Noir coulait vers le lac Ataca (situé dans Hérouxville, à 0,8 km à l'ouest), lequel coule vers le lac à la Tortue où il se décharge à la limite d'Hérouxville et du secteur Lac-à-la-Tortue (Shawinigan). À la suite d'une meilleure irrigation de ces zones humides, le Lac Noir s'est rétréci et se déverse plutôt vers le sud dans la Rivière des Chutes.
Ainsi, la source principale de la Rivière des Chutes débute à la limite des seigneuries de Batiscan et de Champlain, dans une zone humide, où elle coule vers le sud-est sur environ 1,9 km (mesuré en ligne directe) dans le Premier rang de Radnor. Puis le parcours parfois sinueux de la petite rivière suit plus ou moins el rang de la Grande Ligne sur 3,4 km (mesuré en ligne directe), qu'elle retraverse à huit reprises entre le 1er rang de Radnor et la route Frigon. Pour contourner cet obstacle (parcours de la rivière), un segment routier de 2,6 km passe à environ 140 mètres plus au sud du rang de la Grande Ligne dans le Premier rang des chutes.

### Premier rang des chutes
Puis cette rivière bifurque vers le sud en traversant le chemin de la grande ligne (sur le 4e lot au nord-ouest du chemin Frigon lequel est perpendiculaire à la Grande ligne), pour aller couler dans le Premier rang des chutes, dans la seigneurie de Champlain où elle coupe 32 lots de terre. La rivière s'abreuve alors de plusieurs petits tributaires qui drainent le Premier et Deuxième rang des Chutes. Sur le lot 314 du Premier rang des chutes, cette rivière bifurque vers l'est pour aller retraverser la Grande ligne sur le lot 295 (du Premier rang des chutes) à 1,1 km au nord-ouest de l'église de Saint-Narcisse, revenant ainsi couler dans la seigneurie de Batiscan.

### Contournement du village
En traversant le rang Nord-Ouest de la rivière des Chutes, la rivière contourne le village par le nord-est. Le moulin à scie et à farine d'Albert Cossette était situé dans ce segment de rivière. À partir de la Grande ligne, en allant vers Saint-Stanislas (vers l'est), deux routes bordent la rivière des Chutes, soient le rang Nord et le rang des Chutes-Sud.

### Au sud de la route 352
Puis, la rivière vient couper la route 352 sur le lot 81 du même rang. La rivière bifurque vers l'est, dans le rang Sud-Est de la rivière des chutes en parallèle à la route 352 où elle traverse 11 lots. Finalement, la rivière entre dans le territoire de Saint-Stanislas par le rang des Chutes Sud-Est où elle traverse six lots en se dirigeant vers son embouchure. Le segment de la rivière situé au sud de la route 352, coule en parallèle (côté nord) à la moraine de Saint-Narcisse.

### Embouchure
La rivière des Chutes coule surtout en territoire agricole, parfois irrégulièrement en marquant plusieurs petits serpentins, traversant quelques zones forestières (surtout au début de son parcours et à la fin). Elle se déverse dans la rivière Batiscan, au pied des chutes à l'aile, soit en face des "Iles à l'Aile". Derrière ces iles se situent les "chutes aux Ilets" (côté est de la rivière Batiscan). L'embouchure de la rivière des chutes est située à 1,7 km (en ligne directe) en amont du barrage de Saint-Narcisse et à 1,2 km (en ligne directe) en aval des chutes à Murphy.

### Ruisseau Sanschagrin
Le principal tributaire de la Rivière des Chutes est le ruisseau Sanschagrin qui coule vers le sud dans le territoire de Saint-Stanislas sur une longueur de 3,3 km. Ce ruisseau draine un bassin versant couvrant un territoire de 9,4 km2. L'embouchure du ruisseau Sanchangrin (coordonnées : 46.574443 ; -72.429999) qui se déverse dans la Rivière des Chutes, est situé :
- juste au sud de la route 352, reliant Saint-Stanislas à Saint-Narcisse,
- à 0,7 km (en ligne directe) à l'ouest de l'embouchure de la Rivière des Chutes, et
- à 3,3 km (en ligne directe) à l'est de l'église de Saint-Narcisse.

À Saint-Narcisse, la Rivière des Chutes a toujours constitué un obstacle au transport des premiers colons, lorsqu'ils désiraient remonter vers le rang Saint-Pierre. Sauf lors de la saison de gel de la rivière, les colons devaient faire un détour par le pont de la Rivière des Chutes dans le rang Haut de la Grande-Ligne, pour ensuite emprunter le chemin de la Rivière-des-Chutes Nord, afin d'atteindre le rang Saint-Pierre.

## Photos

Rivière des Chutes à Saint-Narcisse
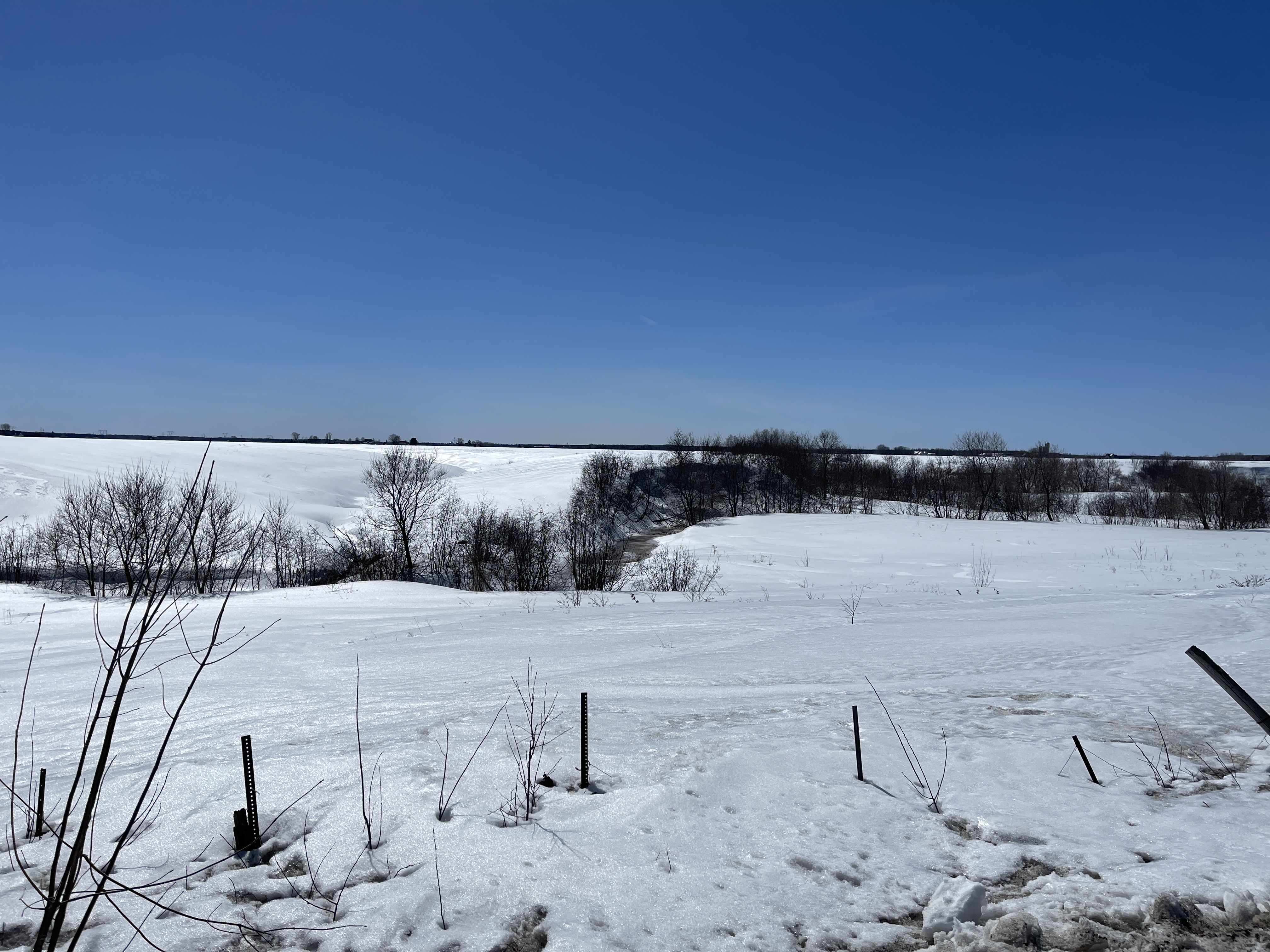
Rue de l’Église
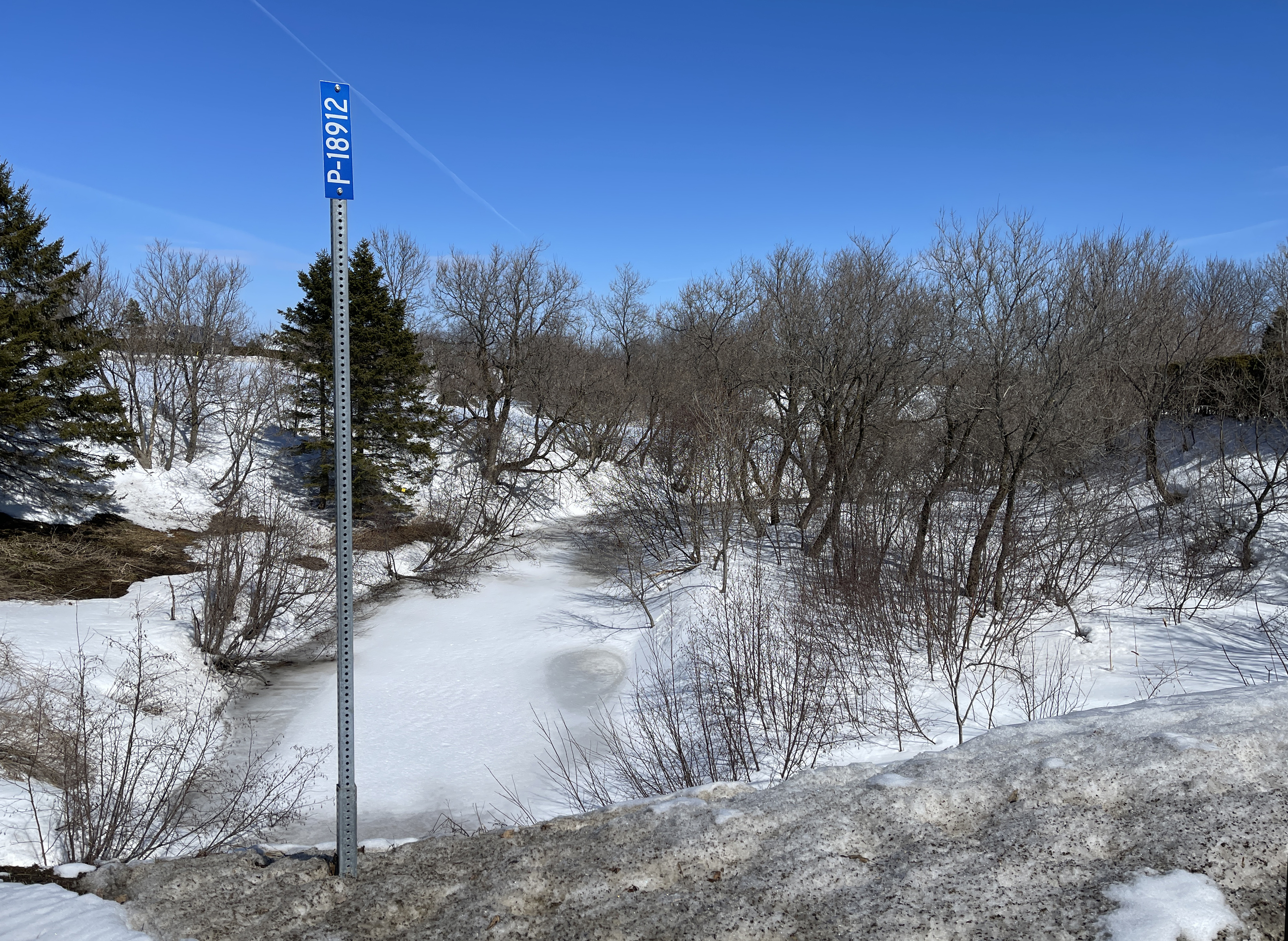
Rue de l’Église, signalisation du pont P-18912
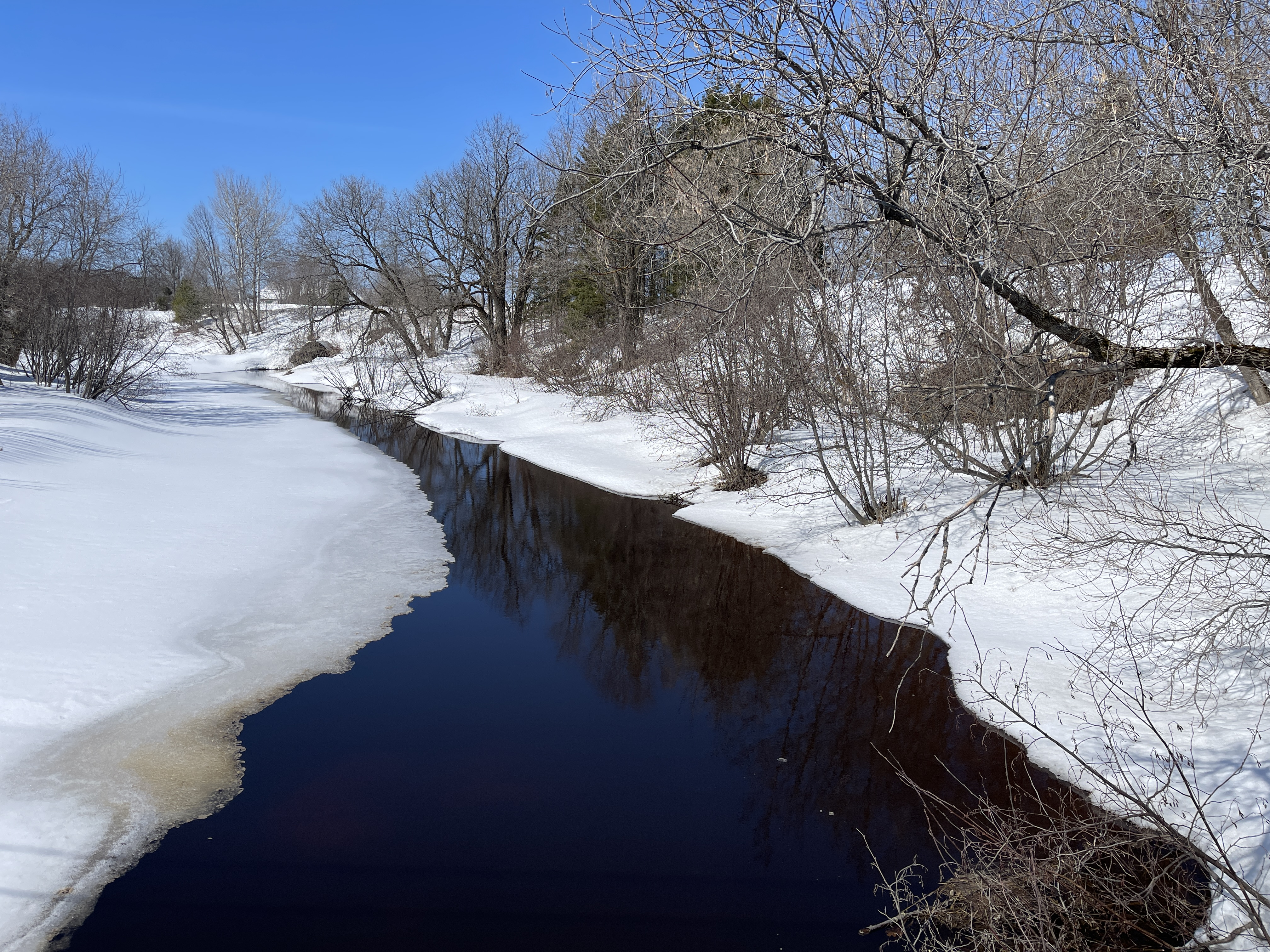
Route du Pont
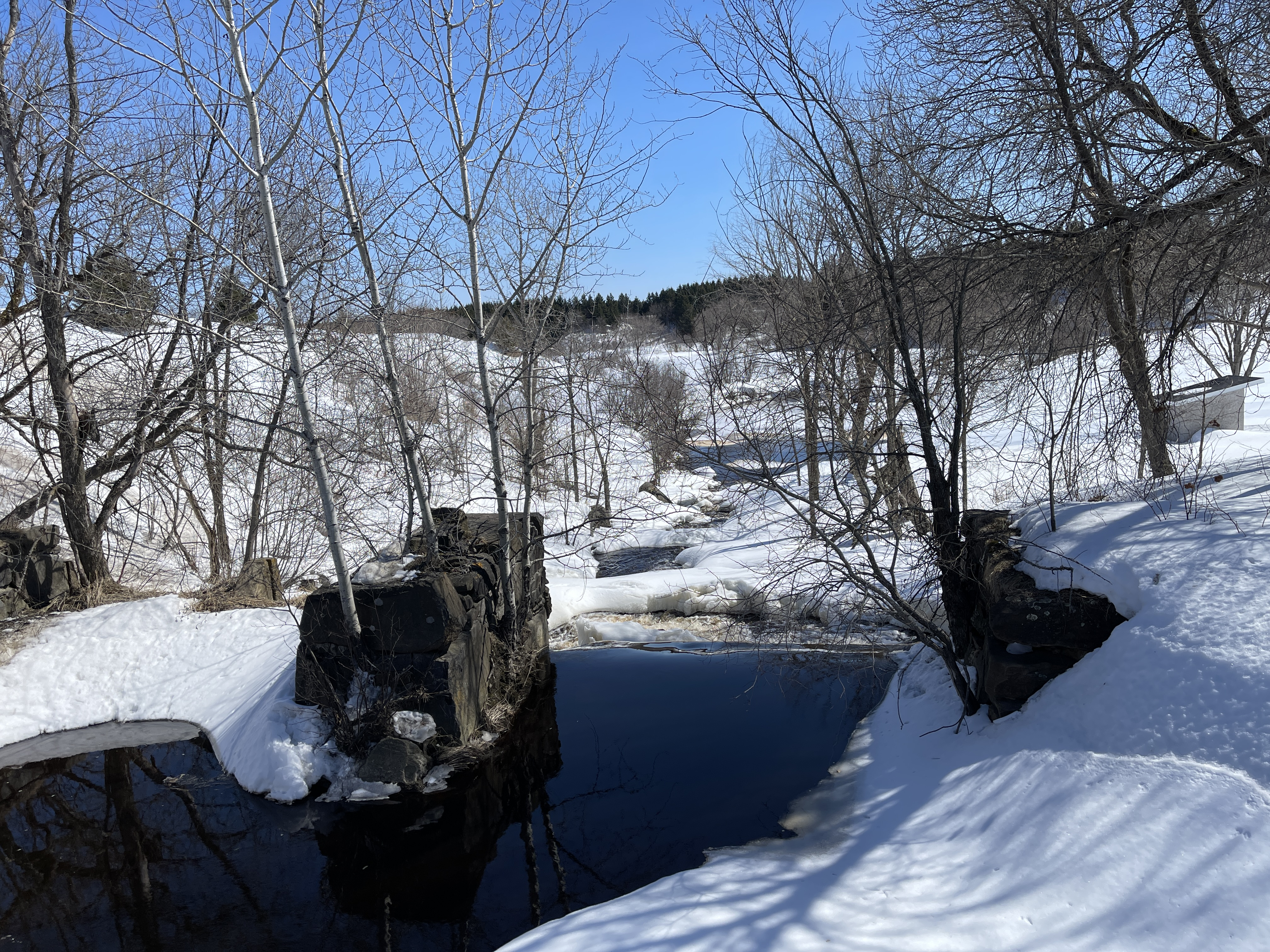
Route du Moulin
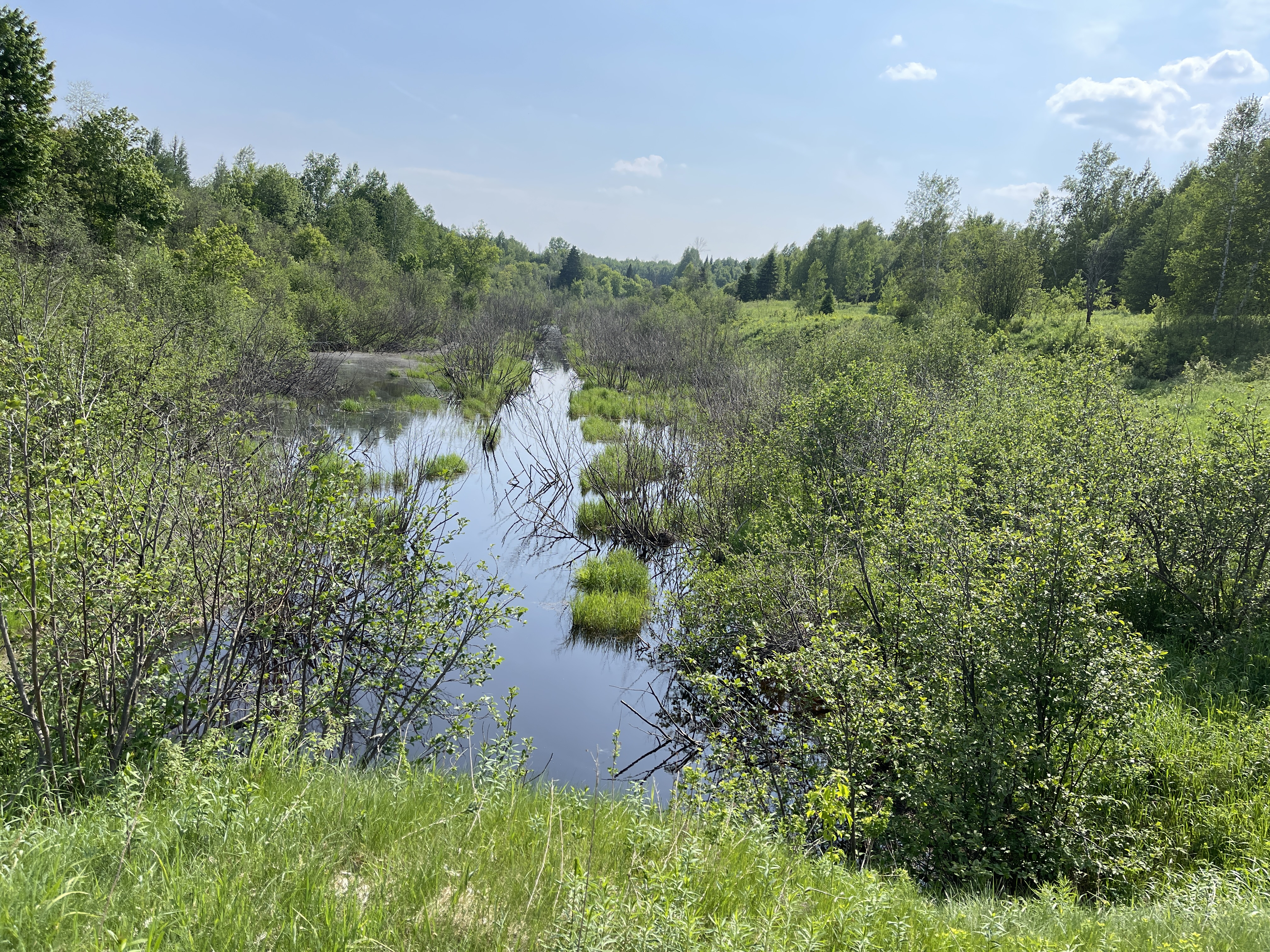
Rang du Haut-de-la-Grande-Ligne

### Histoire
Le bassin de la rivière des chutes a commencé à être colonisé vers la fin du XVIIIe siècle. Les pionniers devaient remonter vers le nord, en franchissant la moraine de Saint-Narcisse, pour s'établir sur de nouveaux lots de terre, car il restait peu de lots disponibles dans la vallée du Saint-Laurent (à Champlain, Batiscan et Sainte-Geneviève-de-Batiscan), au pied de la moraine de Saint-Narcisse.
Le moulin à scie d'Albert Cossette, actionné par la force de l'eau, avait été érigé dans les Chutes-Nord de la rivière des chutes. L'eau endigué par le moulin refoulait jusqu'à la Grande Ligne. Tandis que le moulin à farine était situé à l'arrière du moulin à scie.

### Toponymie
L'hydronyme « rivière des Chutes » tire son origine du fait que la rivière se déverse dans la rivière Batiscan (côté ouest) au pied de la chute des Ailes. L'embouchure de la rivière des Chutes est située dans un secteur comportant une série de chutes en aval : chutes à Jimmy, chutes à Murphy et chutes des Ailes. Cette façon de désigner la rivière des Chutes permettait de situer les voyageurs circulant sur la rivière Batiscan. Les voyageurs devaient effectuer un long portage pour contourner la série de chutes.
Le toponyme rivière des Chutes a été officialisé le 5 décembre 1968 au registre des noms de lieux de la Commission de toponymie du Québec.